# TEE Saphir
Le TEE Saphir était un train rapide qui reliait Dortmund à Ostende, de 1957 à 1979. Exploité par la Deutsche Bundesbahn, le TEE Saphir était un Trans-Europ-Express (donc uniquement en première classe) jusqu'à la fin du service d'hiver le 26 mai 1979 puisqu'il cessait définitivement de circuler.
Le nom de ce TEE fait référence au saphir, pierre précieuse de couleur bleue.

## Parcours et arrêts
- 2 juin 1957 Dortmund, Bochum, Essen, Duisburg, Düsseldorf, Köln, Aachen, Herbesthal (sens pair seulement), Verviers, Liège, Bruxelles-Nord, Bruxelles-Midi, Gand, Bruges, Ostende (463,5 km)[1].
- 1er juin 1958 Frankfurt, Mainz, Koblenz, Bonn, Köln, Aachen, Herbesthal, (sens pair seulement), Verviers, Liège, Bruxelles-Nord, Bruxelles-Midi, Gand, Bruges, Ostende (567,7 km)[1].
- 31 mai 1959 Arrêt supprimé à Mainz et donné à Wiesbaden, arrêt à Herbesthal dans les deux sens (577 km)[1].
- 27 mai 1962 Arrêts supprimés, sens pair seulement, à Herbesthal et Verviers[1].
- 22 mai 1966 Arrêt définitivement supprimé à Herbesthal et rétabli à Verviers. Limité à Bruxelles-Midi (462 km)[1].
- 26 septembre 1971 Nouveau sens impair avec arrêt à Wiesbaden supprimé pour celui de Mainz. Nouveau sens pair, origine Nürnberg avec arrêts à Wurzburg et Aschaffenburg, et rebroussement à Frankfurt (pour le sens pair 699,7 km)[1].
- 1er juin 1975 Arrêt supplémentaire à Bruxelles Central[1].
- 28 mai 1978 En sens pair, l'origine de Nurnberg est supprimé et la tête de ligne reportée à Frankfurt (462 km)[1].
- 27 mai 1979 TEE supprimé pour devenir un Intercity de 1ère et 2e classe[1].

## Numérotation
- 2 juin 1957 TEE 75-74[1]
- 1er juin 1958 TEE 19-20[1]
- 23 mai 1971 TEE 20-21[1]

## Matériel
- 2 juin 1957 Rame diesel TEE DB, type VT 11 à 5 remorques, 1 jeu[1].
- 26 septembre 1971 Voitures TEE de la DB, 1 jeu comprenant : 1 Ap, 2 Av, 1 ARD, 1 WR. A partir du 28 mai 1972 l'ARD fut supprimée. Roulement en cascade sur plusieurs jours empruntant différents TEE et IC[1].
- 26 mai 1974 WR remplacé par voitures-bar type AR. Restauration assurée par la DSG[1].